# Peter Jaeck
Peter Jaeck (* 2. Dezember 1894 in Düren; † 5. Oktober 1937 bei Schmalkalden) war ein deutscher Sportwissenschaftler und erster Direktor des Instituts für Leibesübungen in Marburg.

## Leben
Jaeck studierte nach dem Ende seiner Schullaufbahn Zahnmedizin und Philosophie an der Ruprecht-Karls-Universität Heidelberg. Er gehörte seit dem Studium der Burschenschaft Normannia Heidelberg im ADB an. Von 1914 bis 1918 nahm er am Ersten Weltkrieg teil. Aus der Kriegsgefangenschaft in Schottland 1919 zurückgekehrt, setzte er an der Universität Frankfurt am Main sein Studium fort, wechselte jedoch zu den Fächern Geschichte, Germanistik und Anglistik. Mit einer historischen Dissertation über die Stadt Frankfurt am Main und den Westfälischen Frieden und promovierte Peter Jaeck 1922 an der Universität Frankfurt am Main zum Dr. phil. Am 1. Oktober 1923 wurde er an der Universität Marburg als erster Leiter des Instituts für Leibesübungen (IfL) angestellt. Er übernahm ab 1924 auch die Leitung der Turnlehrerkurse. Jaeck wurde 1924 Privatdozent für körperliche Grundlagen der Leibeserziehung, 1925 ao. Professor. 1926 folgten die Habilitation und 1927 die Berufung zum ordentlichen Professor. Er war geprüfter Turnlehrer, Schwimmlehrer, Ruderlehrer, Wanderlehrer und Skilehrer.
Zum 1. Mai 1933 trat er der NSDAP bei (Mitgliedsnummer 2.828.443) und schloss sich im selben Jahr der SA an. Er unterzeichnete im November 1933 das Bekenntnis der Professoren an den deutschen Universitäten und Hochschulen zu Adolf Hitler.
Jaeck setzte sich für eine akademische Anerkennung des Faches „Leibesübungen und körperliche Erziehung“ ein. Sein Ziel war die Anerkennung der Leibesübungen als gleichberechtigtes Schulfach. 1934 begann die „Neu“-Ordnung der Ausbildung durch das Reichserziehungsministerium. Die Leibesübungen und Sportarten unterlagen einer Militarisierung für alle Studierenden. Forciert wurden Sportarten wie  Boxen, Schießen, Segelfliegen u. a. 
Jaeck leitete das Sportstudentenlager bei den Olympischen Spielen in Berlin 1936. Am 5. Oktober 1937 verunglückte Jaeck mit dem Motorrad bei Schmalkalden tödlich.

## Schriften
- Frankfurt und der Westfälische Friede, in: Archiv für Frankfurts Geschichte und Kultur 32 (1925), S. 215–289